# Henri Lespagnol
Pour les articles homonymes, voir Lespagnol.
Henri Lespagnol, né le 19 mars 1910 et mort le 28 février 1983, est un homme politique français.

## Biographie
Conseiller municipal de Faumont en 1945, il est par la suite premier adjoint (1965-1977) puis maire de la commune de 1977 jusqu'à son décès en février 1983. Il devient sénateur le 12 mars 1956 à la suite de la démission d'Arthur Ramette, élu député dans la 2e circonscription du Nord. Or, il a été condamné quelques semaines auparavant par le tribunal correctionnel de Douai et la sentence le rend inéligible. Il est ainsi contraint de démissionner du Conseil de la République onze jours plus tard.

## Détail des fonctions et des mandats
Mandat parlementaire
- 12 mars 1956 - 23 mars 1956 : Sénateur du Nord